# 편새해초목
편새해초목(Phlebobranchia)은 해초강에 속하는 피낭동물의 목의 하나이다. 대추멍게와 유령멍게 등을 포함하고 있다. 이전에는 내성해초목(Enterogona)에 속하는 편새아목(Phlebobranchia)으로 분류했다.

## 하위 과
- 아그네지아과 (Agneziidae) Monniot & Monniot, 1991
- 대추멍게과 (Ascidiidae) Herdman, 1882
- 유령멍게과 (Cionidae) Lahille, 1887
- 코렐라과 (Corellidae) Lahille, 1888
- 디아조나과 (Diazonidae) Seeliger, 1906 - 최근 무관해초목으로 분류함.[2]
- 디메아투스과 (Dimeatidae) Sanamyan, 2001
- 히포비티우스과 (Hypobythiidae)
- 옥타크네무스과 (Octacnemidae)
- 주머니멍게과 (Perophoridae) Giard, 1872
- 플루렐라과 (Plurellidae) Kott, 1973